# Infinite synthesis 3
infinite synthesis 3 (jap. インフィニット・シンセシス・スリー) – album studyjny japońskiego zespołu fripSide wydany 5 października 2016 nakładem wytwórni NBCUniversal Entertainment Japan.
Jest to czwarty album wydany w drugiej fazie zapoczątkowanej w 2009 i dziewiąty w całej aktywności zespołu, a także trzeci z serii infinite synthesis.

## Lista utworów
| Nr | Tytuł                                | Długość | Uwagi                                                                                             |
| -- | ------------------------------------ | ------- | ------------------------------------------------------------------------------------------------- |
| 1  | 2016 -Third cosmic velocity-         | 2:18    |                                                                                                   |
| 2  | Luminize                             | 5:10    | Utwór z openingu anime Future Card Buddyfight 100 i z singla Luminize                             |
| 3  | 1983 -schwarzesmarken- (IS3 version) | 5:24    | Remaster utworu 1983 -schwarzesmarken-                                                            |
| 4  | determination                        | 4:13    |                                                                                                   |
| 5  | magicaride -version2016-             | 4:37    |                                                                                                   |
| 6  | Answer                               | 5:29    |                                                                                                   |
| 7  | Two souls -toward the truth-         | 5:07    | Utwór z openingu anime Owari no serafu: Nagoya kessen-hen i z singla Two souls -toward the truth- |
| 8  | white forces -IS3 edition-           | 6:40    | Remaster utworu white forces; utwór z singla white forces                                         |
| 9  | crescendo -version2016-              | 4:26    |                                                                                                   |
| 10 | Run into the light                   | 4:25    |                                                                                                   |
| 11 | Dry your tears                       | 4:30    |                                                                                                   |
| 12 | unlimited destiny                    | 6:50    |                                                                                                   |
| 13 | One and Only                         | 4:18    |                                                                                                   |
| 14 | Side by Side                         | 4:48    |                                                                                                   |